# Tokyo Electric Power Company
La Compañía Eléctrica de Tokio (Tokyo Electric Power Company, en japonés 東京電力株式会社: Tōkyō Denryoku Kabushiki-gaisha, también conocida como Toden, 東電: Tōden, o Tepco) es una compañía japonesa de producción, transmisión, y distribución de electricidad, que suministra energía a la región de Kantō. Esta área incluye el distrito metropolitano de Tokio, la Prefectura de Yamanashi, y la porción oriental de la Prefectura de Shizuoka. Su casa matriz se encuentra en Chiyoda, y también tiene oficinas en Washington D. C. y en Londres.
En 2007, TEPCO se vio obligada a cerrar la central nuclear de Kashiwazaki-Kariwa tras el terremoto de Niigata-Chuetsu-Oki. Ese año, registró su primera pérdida en 28 años. Las pérdidas corporativas continuaron hasta que la planta reabrió sus puertas en 2009. Después del terremoto y tsunami de Tōhoku de 2011 , una de sus plantas de energía fue el sitio de uno de los desastres nucleares en curso más graves del mundo, el desastre nuclear de Fukushima Daiichi . TEPCO podría afrontar pérdidas especiales por valor de 2 billones de yenes (23.600 millones de dólares estadounidenses) en el actual[¿cuándo?] año comercial hasta marzo de 2012, y los planes del gobierno japonés poner a TEPCO bajo un control estatal efectivo para garantizar el pago de indemnizaciones a las personas afectadas por el accidente. El desastre de Fukushima desplazó a 50.000 hogares en la zona de evacuación debido a fugas de materiales radiactivos al aire, el suelo y el mar.
En julio de 2012, TEPCO recibió 1 billón de yenes (12 mil millones de dólares estadounidenses) del gobierno japonés para evitar el colapso de la empresa, garantizar que se siga suministrando electricidad a Tokio y sus municipios circundantes y desmantelar la central nuclear de Fukushima Daiichi . Posteriormente, la dirección de TEPCO propuso a sus accionistas una nacionalización parcial de la empresa. La Corporación de Facilitación del Desmantelamiento y Compensación de Daños Nucleares se convirtió más tarde en el accionista mayoritario para supervisar los daños y el desmantelamiento de la central eléctrica. El costo total del desastre se estimó en 100 mil millones de dólares en mayo de 2012.
Tepco es la compañía eléctrica más grande de Japón, y la tercera más grande del mundo tras Électricité de France y la alemana E.ON

## Capacidad de generación
- Hidroeléctrica: 160 / 8.521 millones de kW
- Termoeléctrica: (petróleo, carbón, gas natural, geotermal): 26 / 36.995 millones de kW
- Nuclear: 3 / 17.308 millones de kW (por el accidente nuclear de Fukushima esta capacidad podría verse reducida a futuro)
- Eólica: 1 / 0,001 millones de kW
- Total: 190 / 62.825 millones de kW